# Раш Тауншип (округ Скайлкілл, Пенсільванія)
Раш Тауншип (англ. Rush Township) — селище (англ. township) в США, в окрузі Скайлкілл штату Пенсільванія. Населення — 3417 осіб (2020).

## Демографія
Згідно з переписом 2010 року, у селищі мешкало 3412 осіб у 1392 домогосподарствах у складі 1012 родин. Було 1601 помешкання
Расовий склад населення:
| - 98,6 % — білих - 0,4 % — азіатів - 0,1 % — чорних або афроамериканців |

До двох чи більше рас належало 0,7 %. Частка іспаномовних становила 1,2 % від усіх жителів.
За віковим діапазоном населення розподілялося таким чином: 16,3 % — особи молодші 18 років, 59,9 % — особи у віці 18—64 років, 23,8 % — особи у віці 65 років та старші. Медіана віку мешканця становила 50,4 року. На 100 осіб жіночої статі у селищі припадало 94,5 чоловіків;  на 100 жінок у віці від 18 років та старших — 93,0 чоловіків також старших 18 років.
Середній дохід на одне домашнє господарство  становив 78 246 доларів США (медіана — 71 061), а середній дохід на одну сім'ю — 83 590 доларів (медіана — 75 500). 
Цивільне працевлаштоване населення становило 1472 особи. Основні галузі зайнятості: виробництво — 25,1 %, освіта, охорона здоров'я та соціальна допомога — 23,9 %, роздрібна торгівля — 11,1 %, публічна адміністрація — 7,1 %.